# 航海カヌー
航海カヌー（こうかいカヌー、Voyaging Canoe Vaka Moana Waka Houlua）は遠洋航海用の船舶の一種である。

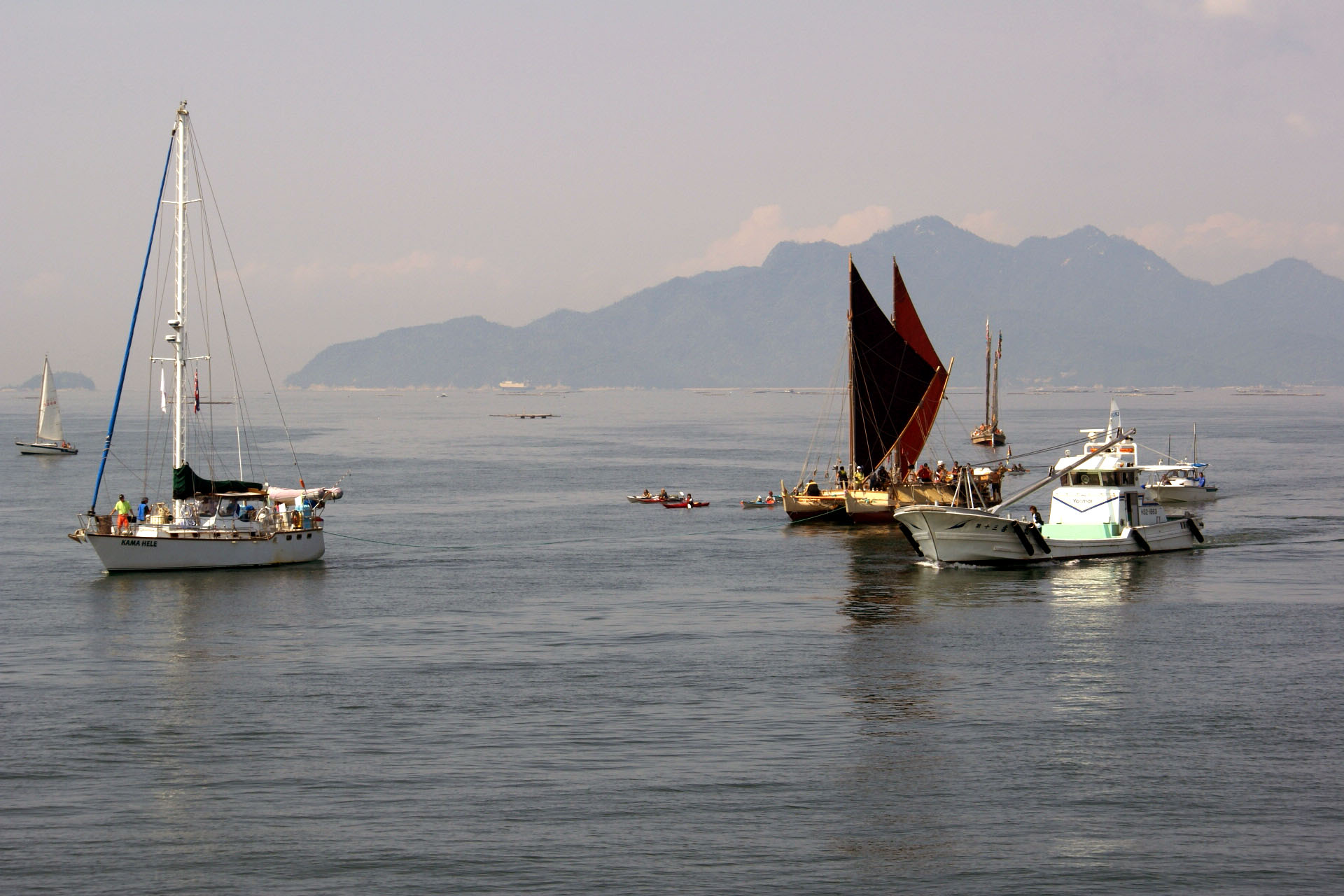
広島観音マリーナに入港する航海カヌー「ホクレア」

## 解説
明確な定義は無いが、大まかに言えば西洋人による植民地化以前に太平洋諸地域で用いられていた、遠洋航海用の船舶ということになる。船体の構造はほとんどが準構造船である。
代表的な航海カヌーは、メラネシアのトロブリアンド諸島のクラ交易で使用されたシングル・アウトリガーカヌー、ミクロネシアのカロリン諸島のサウェイ貿易で使用されたシングル・アウトリガーカヌー、ポリネシアで用いられた交易・植民用のダブル・カヌーなどである。このうちポリネシアのダブル・カヌーは近代になって建造が完全に途絶えていたが、1975年にハワイで建造された「ホクレア」以降、各地で建造が再開された。
カヌーと呼ばれる船舶の中では例外的に大型であり、数名から二十名近い乗員を乗せて、一週間から一か月強の外洋航海をこなす帆走カヌーである。